# Xã Roxand, Michigan
Xã Roxand (tiếng Anh: Roxand Township) là một xã thuộc quận Eaton, tiểu bang Michigan, Hoa Kỳ. Năm 2010, dân số của xã này là 1.848 người.